# Ronald Dworkin

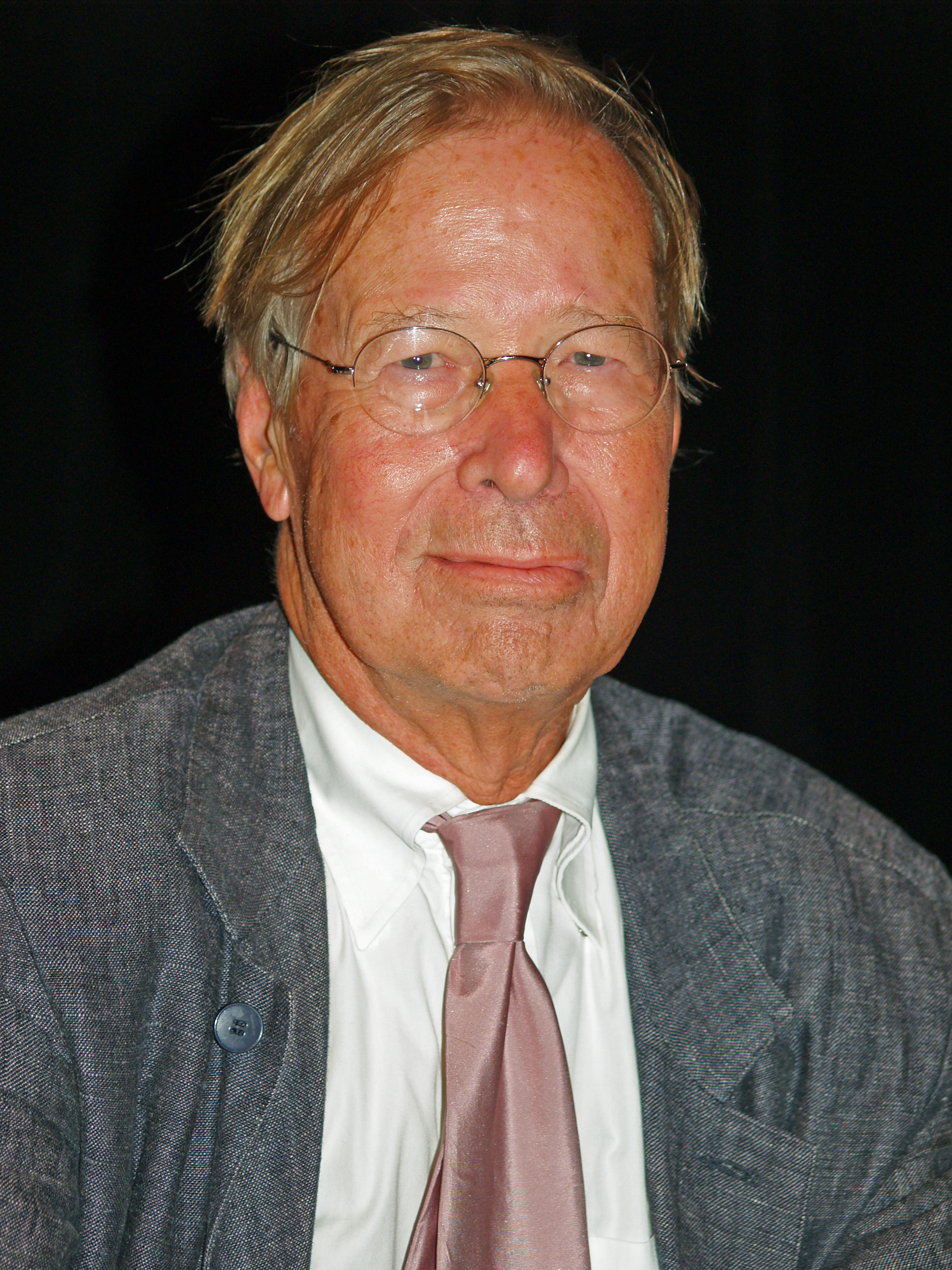
Ronald Dworkin (2008)

Ronald Myles Dworkin (* 11. Dezember 1931 in Worcester, Massachusetts; † 14. Februar 2013 in London) war ein US-amerikanischer Rechtswissenschaftler und Philosoph, der in erster Linie durch seine Beiträge zur Rechtsphilosophie, politischen Philosophie und Moralphilosophie bekannt ist. Seine Theorie des law as integrity gehört zu den anerkannten zeitgenössischen Theorien über die Natur des Rechts.

## Biografische Übersicht
Dworkin wurde 1931 in Worcester, Massachusetts, geboren. Er erwarb einen Bachelor an der Harvard-Universität und einen weiteren an der Universität Oxford, an der er Student von Sir Rupert Cross (1912–1980) am Magdalen College war. Dworkin besuchte anschließend die Harvard Law School an der Harvard-Universität, wo er bei Lon Fuller studierte. Nach seiner Anstellung bei Sullivan and Cromwell, einer prominenten Anwaltskanzlei in New York City, wurde Dworkin 1962 Associate Professor of Law an der Yale Law School, 1965 dann Professor of Law. 1968 wurde er auf den Wesley-N.-Hohfeld-Lehrstuhl für Rechtswissenschaft an der Yale University berufen.
1969 wurde Dworkin Nachfolger von H. L. A. Hart auf dem Lehrstuhl für Rechtswissenschaft der Universität Oxford. 1994 übernahm er zudem die Position eines Frank-Henry-Sommer-Professor-of-Law an der New York University Law School.
Später unterrichtete Dworkin auch am University College London und der New York University.
Dworkin war Fellow of the British Academy und Mitglied der American Academy of Arts and Sciences und der American Philosophical Society. 1995 wurde er zum korrespondierenden Mitglied der Bayerischen Akademie der Wissenschaften gewählt. Er erhielt zahlreiche nationale und internationale Auszeichnungen, unter anderem 2006 den von der Stiftung der Sparkasse Bielefeld im Gedächtnis an Niklas Luhmann verliehenen Bielefelder Wissenschaftspreis, im Jahr 2007 den Holberg-Preis, im Jahr 2012 den Balzan-Preis für Theorie und Philosophie des Rechts.
Er wurde mit folgender Begründung mit dem Balzan-Preis ausgezeichnet: „für seine grundlegenden Beiträge zur Rechtstheorie, die sich auszeichnen durch profunde Analyse, originelle Fragestellungen und Klarheit der Argumentation und die aus der produktiven Wechselwirkung mit politischen und ethischen Theorien sowie der Rechtspraxis hervorgehen“. Das Buch Religion ohne Gott erschien nach seinem Tod.

## Positionen

### Rechtsphilosophie
Dworkin vertritt eine interpretative Theorie des Rechts, welches danach nicht nur kodifizierte Regeln, sondern auch allgemeine Prinzipien umfasst. Das allen seinen Arbeiten zugrunde liegende Prinzip ist die Anerkennung der Menschen als Gleiche. Seine Rechtsphilosophie war von Anfang an als ein Gegenentwurf zur rechtspositivistischen Lehre H. L. A. Harts gedacht. Programmatisch verkündet er 1977 in seinem grundlegenden Werk Taking Rights Seriously (dt. Titel: Bürgerrechte ernstgenommen, im Fließtext abgekürzt als „BE“):

„Ich möchte einen allgemeinen Angriff auf den Positivismus unternehmen, und ich werde H. L. A. Harts Version als Zielscheibe benutzen, wenn eine bestimmte Zielscheibe erforderlich ist.“

In Anlehnung an Immanuel Kant nimmt Dworkin eine Position des Vernunftrechts ein, für das die Moral den unablöslichen Hintergrund bildet.

#### Kritik des Positivismus
„Der Rechtspositivismus verwirft die Auffassung, dass juristische Rechte vor irgendeiner Form der Gesetzgebung existieren könnten: das heißt er verwirft die Vorstellung, dass Individuen oder Gruppen Rechte bei der richterlichen Entscheidung haben könnten, die verschieden von den Rechten sind, welche explizit in der Sammlung der expliziten Rechte angegeben sind, die das gesamte Recht einer Gemeinschaft ausmachen.“

Wenn Recht nur aus kodifiziertem Recht besteht, kann es dem Bürger vom Gesetzgeber genommen werden. Der Bürger ist nach Dworkin damit der Willkür des Gesetzgebers ausgesetzt. Tatsächlich ist dies aber nach seiner Auffassung insbesondere im Bereich der Bürger- und Menschenrechte nicht gegeben. Aus der Erfahrung der Rechtsprechung verweist er darauf, dass in der Rechtsanwendung der Bürger immer ein subjektives Recht geltend machen kann. Dieses Recht ist begründet in der Würde des Menschen und seinem Anspruch auf rechtliche und politische Gleichheit.

#### Rechtsregeln und Prinzipien
Nach Auffassung des Rechtspositivismus – so Dworkin – erfolgen rechtliche Bewertungen durch Anwendung von Rechtsregeln. Diese sind Wenn-Dann-Beziehungen, die deduktiv ermittelt werden. Wenn ein Sachverhalt gegeben ist, dann löst er eine bestimmte Rechtsfolge aus. Aufgabe eines Richters ist die Analyse des Sachverhalts und die logische Zuordnung (Subsumtion) unter eine Regel. Diese kann in einem gültigen Gesetz oder in vergleichbarer Rechtsprechung bestehen.
Dworkin führt dagegen an, dass es in der Praxis oftmals schwierige Fälle gibt, für die keine klaren Rechtsregeln vorhanden sind (BE 56/57), und es selbst in einfacheren Fällen einer Auslegung durch den Richter bedarf, um zu einer Entscheidung zu kommen. Dies ist schon deshalb der Fall, weil Gesetze oftmals auslegungsbedürftige Begriffe wie „angemessen“, „fahrlässig“, „verhältnismäßig“ oder „gute Sitten“ enthalten. Urteile beruhen auf richterlichem Ermessen. Dieses Ermessen ist nach Dworkin aber nicht frei, sondern muss allgemeinen Prinzipien des Rechts folgen. Ein Rechtsprinzip „gibt einen Grund an, der ein Argument in eine bestimmte Richtung ist, der aber nicht eine bestimmte Entscheidung notwendig macht.“ (BE 60) Solche Prinzipien können die Achtung der Person, Berücksichtigung der besonderen Umstände, Gleichheit vor dem Gesetz oder Schaffung eines fairen Ausgleichs sein. Prinzipien führen (anders als Regeln) nicht zu Entweder-oder-Entscheidungen, sondern müssen bei ihrer Anwendung fallweise abgewogen und gewichtet werden. Als oberstes dieser Prinzipien kann man die Gerechtigkeit auffassen. In Deutschland knüpfte der Rechtsphilosoph Robert Alexy in seiner Theorie der Grundrechte (1985) an Dworkins Unterscheidung von Rechtsregeln und Rechtsprinzipien an.
Rechtsregeln und Prinzipien sind nach Dworkin jeweils parallel und zusammen gültige Bausteine des Rechts. Sie folgen nicht einem gesellschaftlichen Nutzen, sondern sind ein Maßstab, dessen „Befolgung ein Gebot der Gerechtigkeit oder Fairness oder einer anderen moralischen Dimension ist.“ (BE 55) Dworkin stellt sich damit gezielt gegen eine utilitaristische oder ökonomische Interpretation des Rechts.

#### Eindeutigkeit der Urteile
Dworkin vertritt die Auffassung, dass es für einen Richter nur ein einziges richtiges Urteil in einem konkreten Fall gibt. Um dieses zu verdeutlichen, arbeitet er mit dem Bild eines richterlichen „Herkules“, der mit außerordentlichen Fähigkeiten ausgestattet ist: umfassendes Fachwissen, besonderer Scharfsinn und Einfühlungsvermögen (BE 105). Herkules ist in der Lage, Rechtsfragen immer korrekt zu beurteilen und aus den Regeln und Prinzipien des Rechts nach einer selbst entwickelten Fortschreibung der bestehenden Rechtslage eine kohärente Entscheidung zu treffen. Ein Richter in der Rechtspraxis muss sich bemühen, mit seiner Entscheidung dem Ideal des Herkules so nahe wie möglich zu kommen. Wenn er dies tut, gibt es für ihn nur ein Urteil, das für ihn richtig sein kann. Jedes andere Urteil würde einer Entscheidung nach bestem Wissen und Gewissen widersprechen. „Er muss sich also an einem bestimmten Punkt auf die Substanz seines eigenen Urteils stützen, um überhaupt urteilen zu können.“ (BE 210)
Entsprechend hält Dworkin eine Trennung von Rechtstheorie und rechtlicher Praxis für falsch. Ein Richter kann Prinzipien nur berücksichtigen und anwenden, wenn er rechtsphilosophische Überlegungen in seine Urteilsbildung einbezieht.
Die Eindeutigkeit des individuellen Urteils führt zu dem Phänomen der „subjektiven Objektivität“. Denn es kann durchaus sein, dass ein anderer Richter mit einem anderen Hintergrund zu einem abweichenden Urteil kommt, obwohl er ebenso Gesetzeslage, Rechtsprechung und Rechtsprinzipien ohne Willkür zu einem kohärenten Urteil führt. Objektiv sind beide Urteile dann, wenn die Richter jeweils von persönlichen Meinungen absehen und versuchen, die Position des Herkules einzunehmen.
Dworkin wendet sich ausdrücklich gegen eine diskursive Theorie des Rechts, wie sie von Habermas und Alexy vertreten wird. Auch in einem Diskurs kann man die Rechtsprinzipien nicht besser begründen. Dazu müsste man die Position, die man im Diskurs einnimmt, mit anderen Argumenten begründen können. Die Kritik von Habermas, sein Konzept des „Richters Herkules“ sei monologisch, weist Dworkin zurück. Das Gedankenmodell des Herkules schließt nicht aus, dass ein Richter sich in der Rechtspraxis umfassend informiert und auch den Gedankenaustausch mit anderen kompetenten Personen sucht.

#### Ziviler Ungehorsam
Für Dworkin ist zwar jede Forderung nach einem Vorrecht zur Nichtbefolgung geltender Gesetze unzulässig, weil sie unfair ist. Es ist aber für ihn denkbar, dass jemand gegenüber dem Gesetz ungehorsam ist und dabei seinem Gewissen folgt und dafür gute Argumente hat.

„Manchmal kann ein Individuum selbst nach einer gegenteiligen Entscheidung des Obersten Gerichtshofes immer noch der begründeten Meinung sein, daß es das Recht auf seiner Seite hat; solche Fälle sind selten, die größte Wahrscheinlichkeit für ihr Auftreten besteht jedoch in Auseinandersetzungen über das Verfassungsrecht, in denen es um den bürgerlichen Ungehorsam geht. Es hat sich dann als eher wahrscheinlich erwiesen, daß der Gerichtshof seine eigenen vergangenen Entscheidungen umstößt, wenn diese wichtige persönliche oder politische Rechte beschränkt haben, und gerade diese Entscheidungen sind es, die ein Andersdenkender vielleicht in Frage stellen möchte.“

In dieser Einschätzung kommt die Auffassung einer eigenständigen Geltung der Moral innerhalb des Rechts, der Unterschied von Legalität und Legitimität zum Ausdruck. Ziviler Ungehorsam ist ein legitimes Instrument in einer demokratischen, pluralistischen Gesellschaft, wenn er verantwortungsbewusst wahrgenommen wird. Er dient dazu, über die Richtigkeit der bestehenden Gesetzeslage nachzudenken und wirkt so positiv auf die institutionelle Fortentwicklung des Rechtssystems ein. Die Legitimität positiven Rechts ist erst dann gegeben, wenn es anerkennungswürdig ist.

### Gerechtigkeitstheorie

#### Egalitärer Liberalismus
Vorrangiger Maßstab für Dworkins Liberalismus ist die Gleichheit. Jeder Bürger hat den Anspruch auf gleiche Rücksicht und gleichen Respekt (equal concern and respect).

„Es ist eine grundlegende, nahezu definierende Eigenschaft des Liberalismus, dass die Regierung einer politischen Gemeinschaft gegenüber verschiedenen, oft gegensätzlichen Überzeugungen ihrer Bürger über die richtige Lebensweise tolerant sein sollte: dass sie zum Beispiel neutral sein sollte zwischen Bürgern, für die ein gutes Leben notwendig religiös ist, und anderen Bürgern, die Religion als einzig gefährlichen Aberglauben fürchten.“

Mit dem Prinzip der Gleichheit als Grundlage des Rechts schließt Dworkin an Kant an und grenzt sich bewusst vom libertären Liberalismus ab, dessen Leitprinzip die Freiheit ist. Während Kant aber nur ein negatives Prinzip formulierte, das Ungleichbehandlung verbietet, fordert Dworkin, dass es Aufgabe des Staates ist, das Prinzip der Gleichheit auch aktiv durch sozialen Ausgleich herzustellen.
In der Gleichheit drückt sich die Anerkennung der Autonomie der Person aus. Konkret nennt Dworkin zwei Prinzipien, die Voraussetzung für eine gerechte Gesellschaft sind:
1. Jeder soll ein erfolgreiches, nicht vergeudetes Leben führen können.
2. Die Verantwortung für den Erfolg des eigenen Lebens ist nicht delegierbar.

Ein auf Gleichheit aufgebauter Liberalismus erkennt an, dass die Menschen in einer Gesellschaft unterschiedliche Präferenzen haben. Der beste Ort zur Verwirklichung dieser Präferenzen ist der Markt und eine repräsentative Demokratie mit Mehrheitsentscheidungen. Allerdings führen diese Institutionen in der Praxis zu Diskriminierungen und Ungleichheiten.

„So findet der Liberale bezogen auf den ökonomischen Markt und die politische Demokratie aus verschiedenen Gründen, dass diese Institutionen ungleiche Ergebnisse erzeugen, solange er nicht seinem System (scheme) verschiedene Arten individueller Rechte hinzufügt. Diese Rechte dienen dem Einzelnen als Trumpfkarte; sie ermöglichen dem Einzelnen, bestimmten Entscheidungen zu widerstehen, entgegen der Tatsache, dass diese Entscheidungen durch die normalen Funktionsweisen allgemeiner Institutionen, die keinen Selbstzweck haben, entstehen.“

Die Einführung von schützenden Rechten dient der Gewährleistung der gleichen Rücksicht und des gleichen Respekts für alle. Moralisch neutral darf der Staat nur sein, soweit er die Gleichheit sicherstellt. Dworkin vertritt damit einen wertgebundenen Liberalismus, der nicht wie bei Rawls oder Habermas auf Verfahrensgerechtigkeit abstellt, sondern substanziell gehaltvoll ist.

#### Ressourcengleichheit
Aus der Gleichheitsforderung ergibt sich für Dworkin, dass in einer Gesellschaft moralisch ungerechtfertigte Ungleichheiten ausgeglichen werden müssen. Da der Mensch für sein Handeln verantwortlich ist, kann aber der Ausgleich nicht auf der Ebene des Wohlergehens stattfinden, denn dieses ist wesentlich auch abhängig von den Handlungen der Betroffenen. Der Ausgleich hat vielmehr auf der Ebene der Ressourcen zu erfolgen, denn diese bestimmen, was der Mensch aus seinem Leben machen kann. Dworkin lehnt sowohl Rawls Differenzprinzip als auch das Konzept der Verwirklichungschancen von Sen ab, soweit diese auf subjektive Ziele Rücksicht nehmen.

„Ich glaube nicht, dass eine Verteilungstheorie oder eine Theorie der ökonomischen Gerechtigkeit darüber nachzudenken hat, wie die Menschen in gleicher Weise befähigt werden können, glücklich zu sein, denn eines der Momente, die meine Fähigkeit zum Glücklichsein beeinflussen, ist mein Ehrgeiz, meine Vorstellung davon, wie ich mein Leben gestalten möchte.“

Zur Begründung, nach welchen Kriterien der Ausgleich erfolgen soll, entwickelt Dworkin ähnlich wie andere Gerechtigkeitstheoretiker ein fiktives Gedankenmodell, in dem Schiffbrüchige auf einer Insel die verfügbaren Ressourcen untereinander aufteilen. Als Verfahren schlägt er eine Versteigerung vor, weil auf diesem Wege die Präferenzen am besten berücksichtigt werden. Die Versteigerung führt zu einem Gleichgewicht, wenn die von ihm so bezeichnete „Neid-Probe“ (envy test) negativ ausfällt, das heißt in dem Moment, wenn keiner der Beteiligten mehr lieber die Position eines anderen Beteiligten einnehmen möchte.
Zum Ausgleich von natürlichen Nachteilen ebenso wie des Einflusses von Schicksalsschlägen entwickelt Dworkin im Gedankenmodell ein mehrstufiges Konzept von Versicherungen. Da in der Praxis niemand derartige Versicherungen abschließt, schlägt er für die reale Welt ein differenziertes Besteuerungssystem vor, das den entsprechenden Risiken Rechnung trägt.

### Praktische Ethik
Ronald Dworkin ist einer der Philosophen, die sich immer wieder zu aktuellen Grundsatzfragen der Gesellschaft geäußert haben. Seit 1968 kommentierte er in der Zeitschrift The New York Review of Books die amerikanische Rechtspolitik und insbesondere die Rechtsprechung des Supreme Court, seine letzten Beiträge galten der Auseinandersetzung um Obamas Gesundheitsreform. Insbesondere zum Thema Abtreibung und Euthanasie hat er sich in dem Buch „Life’s Dominion“ (Die Grenzen des Lebens) geäußert. Er vertritt in diesen Fragen die Position, dass der Wert des Lebens ein Wert ist, der mit anderen Werten in Konflikt stehen kann. Dementsprechend sind Entscheidungen in diesem Bereich Gewissensentscheidungen. Ein liberaler Staat hat in solche Wertentscheidungen eigenverantwortlicher Bürger nicht einzugreifen.
Zur Frage eines unterstützten Suizids hat er im Jahr 1997 gemeinsam mit fünf anderen bekannten Moralphilosophen (Thomas Nagel, Robert Nozick, John Rawls, Thomas M. Scanlon und Judith Jarvis Thomson) einen offenen Brief veröffentlicht, in dem die sechs vor einer maßgeblichen Entscheidung des Supreme Court Stellung bezogen. In diesem Brief wurden folgende Grundsätze entwickelt:
1. Jede kompetente Person hat das Recht, aufgrund grundlegender religiöser oder philosophischer Überzeugungen über das eigene Leben zu entscheiden.
2. Es kann sein, dass in einer spontanen Situation unter emotionalem Druck Entscheidungen im Widerspruch zu langfristigen Einstellungen stehen. Es kann daher gerechtfertigt werden, dass der Staat Bürger gegen sich selbst vor einem spontanen Selbstmord schützt.
3. Daraus folgt nicht, dass ein sterbenskranker Patient zu einer Verlängerung seines Lebens gezwungen werden sollte.

Für die Praxis setzten sich die Philosophen für einen Ausbau der Palliativmedizin und für eine allgemein bessere Beratung und Versorgung sterbenskranker Patienten ein.
Bezogen auf die Meinungsfreiheit vertritt Dworkin die Auffassung, dass eine demokratische Gesellschaft selbst die antidemokratischen Hetzreden Radikaler dulden und schützen muss. Er hält das Verbot neonazistischer Äußerungen in Deutschland und Österreich für falsch, auch wenn er hierfür vor dem historischen Hintergrund Verständnis hat. Die Einschränkung der freien Meinungsäußerung behindert die freie Meinungsbildung der Bürger. In Analogie lehnt er auch das von manchen Feministinnen geforderte Verbot der Pornografie ab. Zensur sei ein Zeichen für einen totalitären Staat mit einer Gedankenpolizei und einer „Gleichschaltung des Denkens und Handelns“. Die Gleichstellung der Frau müsse auf andere Weise sichergestellt und herbeigeführt werden.

## Veröffentlichungen

### Monografien
- Taking Rights Seriously. London 1977
  - Deutsche Ausgabe: Bürgerrechte ernstgenommen. Übersetzt von Ursula Wolf. Suhrkamp, Frankfurt am Main 1984, ISBN 3-518-57650-X.
- A Matter of Principle. London 1985
- Law’s Empire. Cambridge/Mass. 1986
- Philosophical Issues in Senile Dementia. 1987
- A Bill of Rights for Britain. 1990
- Life’s Dominion. 1993
  - Deutsche Ausgabe: Die Grenzen des Lebens. Abtreibung, Euthanasie und persönliche Freiheit. Übersetzt von Susanne Höbel. Rowohlt, Reinbek bei Hamburg 1994, ISBN 3-498-01297-5.
- Freedom’s Law. 1996
- Sovereign Virtue. 2000
  - Deutsche Ausgabe: Was ist Gleichheit? Suhrkamp, Berlin 2011, ISBN 978-3-518-29486-4.
- Justice for Hedgehogs. 2011
  - Deutsche Ausgabe: Gerechtigkeit für Igel. Übersetzt von Robin Celikates und Eva Engels. Suhrkamp, Berlin 2012, ISBN 978-3-518-58575-7.
- Religion without God. 2013
  - Deutsche Ausgabe: Religion ohne Gott. Übersetzt von Eva Engels. Suhrkamp, Berlin 2014, ISBN 978-3-518-58606-8.

### Aufsätze
- Umgekehrte Diskriminierung. In: Beate Rössler (Hrsg.): Quotierung und Gerechtigkeit. Eine moralphilosophische Kontroverse. Frankfurt/New York 1993, 74–95
- Gleichheit, Demokratie und die Verfassung: Wir, das Volk und die Richter. In: Ulrich K. Preuß (Hrsg.): Zum Begriff der Verfassung. Die Ordnung des Politischen. Fischer, Frankfurt am Main 1996, ISBN 3-596-12246-5, S. 171–209.
- Assisted Suicide: The Philosophers' Brief, The New York Review of Books, Volume 44, Number 5 · March 27, 1997
- Die falsche Angst, Gott zu spielen, Die Zeit 38/1999
- Moral und Recht und die Probleme von Gleichheit und Freiheit. In: Herlinde Pauer-Studer (Hrsg.): Konstruktionen praktischer Vernunft. Suhrkamp, Frankfurt 2000, 153–182
- Folter. Amerika zerstört seine Selbstachtung. Die Lager in Guantánamo haben die Vereinigten Staaten weltweit in Verruf gebracht. Zu Recht. Die Zeit Nr. 28 vom 7. Juli 2005.
- Is Democracy Possible Here? Principles for a New Political Debate. Princeton University Press, 2006, ISBN 0-691-12653-4 (vgl. die Weblinks:  BBC-Hörfunksendung)
- "Hart’s Postscript und das Wesen der politischen Philosophie". In: M. Becker, R. Zimmerling (Hrsg.): Politik und Recht. PVS-Sonderheft 36, Wiesbaden: VS-Verlag 2006, S. 33–75.
- Hart and the Concept of Law (Memento vom 5. September 2008 im Internet Archive), Harvard Law Review Forum (2006; PDF; 88 kB)
- Wenn Skepsis tödlich wird. Die Zeit Nr. 2 vom 4. Januar 2007, S. 34.
- The Supreme Court Phalanx. The New York Review of Books, Volume 54, Number 14 · September 27, 2007
- A Fateful Election. New York Times, 6. November 2008